# لقاح الحمى الصفراء
لقاح الحمى الصفراء  هو لقاح يستعمل للوقاية ضد الحمى الصفراء. والحمى الصفراء عبارة عن عدوى فيروسية توجد في أفريقيا وأمريكا الجنوبية. يبدأ الناس باكتساب المناعة بعد عشرة أيام من التلقيح وتصل الحماية من المرض إلى 99٪ بعد شهر واحد ويبدو أنها تستمر مدى الحياة. يستعمل اللقاح للسيطرة على انتشار المرض. ويمكن أن يحقن عضليا أو تحت الجلد.
توصي منظمة الصحة العالمية بالتحصين الروتيني في جميع البلاد التي يكون فيها المرض منتشرا. يجب أن يحدث ذلك عادة بين تسعة أشهر واثني عشر شهرا من العمر. يجب أيضا أن يُحصن المسافرون إلى المناطق التي يحدث فيها المرض. بشكل عام لا توجد حاجة إلى جرعات إضافية بعد الجرعة الأولى.
لقاح الحمى الصفراء آمن بشكل عام. يتضمن ذلك المصابين بفيروس نقص المناعة البشرية ولكن بدون أعراض. قد تشمل الآثار الجانبية الطفيفة الصداع وآلام العضلات والألم في موقع الحقن والحمى والطفح الجلدي. تحدث حساسية شديدة في حوالي ثمانية من كل مليون جرعة، تحدث مشاكل عصبية خطيرة في حوالي أربعة من كل مليون جرعة، ويحدث فشل عضوي في حوالي ثلاثة من كل مليون جرعة. ومن المرجح أنه آمن في فترة الحمل ولذلك يوصى به لأولئك الذين من المحتمل تعرضهم للمرض. لا يجب إعطاؤه لأولئك الذين يعانون من ضعف شديد في وظائف المناعة.
بدأ استخدام لقاح الحمى الصفراء في عام 1938.وهو على قائمة الأدوية الأساسية لمنظمة الصحة العالمية، ومن الأدوية الأكثر فعالية وأمنا المطلوبة في النظام الصحي. يتراوح إجمالي السعر في العالم النامي بين 4.30 دولار أمريكي و 21.30 دولار أمريكي للجرعة الواحدة اعتبارا من عام 2014. في الولايات المتحدة، يتكلف ما بين 50 دولار أمريكي و 100 دولار أمريكي. يصنع اللقاح من فيروس الحمى الصفراء الضعيف. تطلب بعض البلاد شهادة تطعيم ضد الحمى الصفراء قبل دخولها من بلد يكون فيه المرض منتشرا.

## الاستخدامات الطبية
يجب تلقيح الأشخاص الأكثر عرضة لخطر الإصابة بالفيروس. يجب أن يكون الحطابين الذين يعملون في المناطق الاستوائية مستهدفين بشكل خاص من أجل التطعيم. تعد المبيدات الحشرية والملابس الواقية وفحص المنازل إجراءات مفيدة، ولكنها غير كافية دائما للسيطرة على البعوض. يجب أن يستخدم الناس دائما رشاش مبيد حشري في بعض المناطق. في المناطق المتأثرة، أثبتت طرق مكافحة البعوض فعاليتها في تقليل عدد الحالات.
يجب على المسافرين تلقي اللقاح قبل 10 أيام من التواجد في منطقة موبوءة.
في 17 مايو 2013، أعلن فريق الخبراء الاستشاري الاستراتيجي لمنظمة الصحة العالمية المعني بالتحصين (SAGE)أن الجرعة «الداعمة» من لقاح الحمى الصفراء، والتي تؤخذ بعد عشر سنوات من الجرعة الأولية، ليست ضرورية. حيث أنه منذ بدء التطعيم ضد الحمى الصفراء في ثلاثينيات القرن العشرين، تم اكتشاف 12 حالة فقط بعد التطعيم ضد الحمى الصفراء، بعد أن تم توزيع 600 مليون جرعة. اتضح بالدليل أنه من بين هذا العدد الصغير من «حالات فشل اللقاح»، طورت جميع الحالات المرض خلال خمس سنوات من التطعيم. وهذا يدل على أن المناعة ضد المرض لا تنخفض مع مرور الوقت

### الجدول
توصي منظمة الصحة العالمية باللقاح بين سن 9 و 12 شهرا في المناطق التي يكون فيها المرض منتشرا. يجب أيضا تلقيح أي شخص يزيد عمره عن 9 أشهر ولم يتم تحصينه سابقا وهو إما يعيش في أو يسافر إلى منطقة يتواجد بها المرض.

## الآثار الجانبية
يعد لقاح الحمى الصفراء 17د آمن جدا مع أكثر من 500 مليون جرعة معطاة، وحالات قليلة جدا موثقة بمرض مصاحب للقاح. لا يوجد دليل في حالات المرض المصاحب للقاح على أن الفيروس يعود إلى نمط ظاهري خطر.
تنتج غالبية التفاعلات العكسية تجاه اللقاح 17د من تفاعل الحساسية تجاه البيض الذي ينمو فيه اللقاح. يجب على الأشخاص الذين يعانون من حساسية معروفة تجاه البيض مناقشة هذا الأمر مع طبيبهم قبل التطعيم. بالإضافة إلى ذلك، يوجد خطر طفيف للإصابة بالأمراض العصبية والتهاب الدماغ، خاصة في الأشخاص الذين يعانون من ضعف في نظام المناعة والأطفال الصغار جدا. يمنع اللقاح 17د في (من بين أمور أخرى) الرضع بين صفر وستة أشهر أو فوق سن 59، والأشخاص الذين يعانون من اضطرابات الغدة التوتية المرتبطة بخلل في وظيفة خلايا المناعة، والأشخاص الذين يعانون من نقص المناعة الأولي، وأي شخص يعاني من قدرة مناعية متناقصة بما في ذلك أولئك الذين يتناولون الأدوية مثبطة المناعة.
يوجد خطر طفيف لمرض شبيه بالحمى الصفراء الشديدة المرتبطة باللقاح. هذا التفاعل، يسمى YEL-AVD، يسبب مرضا شديدا يشبه إلى حد كبير الحمى الصفراء التي تسببها السلالات الخبيثة للفيروس. لا يعرف عامل/عوامل الخطر الخاصة بالـ YEL-AVD، على الرغم من الاقتراح أنها قد تكون وراثية.أظهر إنزيم أوليجوأدنيلات سينثاز 2'-5'- وهو مكون في الاستجابة المناعية الفطرية أن له أهمية خاصة في الحماية من عدوى الفيروسة المصفرة. في حالة واحدة على الأقل من YEL-AVD، وجد أن المريض لديه طفرة أليلية في تعدد أشكال النوكليوتيدات المفردة (SNP)من جين أوليجوأدنيلات سينثاز.
نشرت الجمعية الطبية الكندية مقالة عام 2001 بعنوان «اللقاح ضد الحمى الصفراء: كن متأكدا من أن المريض يحتاجه». تبدأ المقالة بالتقرير أنه من بين السبعة أشخاص الذين أصيبوا بفشل النظام خلال يومين إلى خمسة أيام من اللقاح في الفترة 1996-2001، توفي ستة «منهم شخصان تلقوا اللقاح رغم أنهم كانوا يخططون للسفر إلى بلدان لم يرد تقرير حول وجود الحمى الصفراء بها». تشير المقالة إلى أن «هناك 3 تغييرات بيولوجية مضبوطة تنطبق على فيروس الحمى الصفراء البرية» يوصي المؤلف بالتطعيم للمسافرين الذين لا توجد لديهم موانع فقط (انظر قائمة المقالات) وهؤلاء المسافرين الذين يسافرون حيث تم التقرير عن نشاط الحمى الصفراء أو في المنطقة الموبوءة التي يمكن العثور عليها في موقع CDC المذكور أدناه (مركز مكافحة الأمراض). بالإضافة إلى ذلك، فإنه في طبعة 2010 على الإنترنت من الكتاب الأصفر لمركز مكافحة الأمراض للمسافرين بين عامي 1970 و 2002 لم يتم الإبلاغ إلا عن «تسع حالات من الحمى الصفراء في المسافرين غير المطعمين من الولايات المتحدة وأوروبا الذين سافرواإلى غرب إفريقيا وأمريكا الجنوبية»، وتوفي ثمانية من هؤلاء التسعة. ومع ذلك، فإنه يشير إلى «حالة موثقة واحدة فقط من الحمى الصفراء لدى مسافر تم تحصينه. هذه الحالة غير المميتة حدثت في مسافر من إسبانيا زار عدة دول في غرب أفريقيا في عام 1988»

## التاريخ
تلت المحاولات الأولى لتطوير لقاح الحمى الصفراء افتتاح قناة بنما في عام 1912، والذي زاد من التعرض العالمي للمرض. قاد عالم البكتيريا الياباني هيديو نيجوتشي تحقيقات لمؤسسة روكفلر في الإكوادور التي خططت للقاح يعتمد على نظريته بأن المرض تسببه بكتيريا برّيمية. ومع ذلك، لم يتمكن محققون آخرون من تكرار نتائجه، وتم أخيرا التخلي عن اللقاح غير الفعال.
تطور لقاح آخر من «السلالة الفرنسية» من الفيروس، التي حصل عليها علماء معهد باستور من رجل في داكار، السنغال، الذي نجا من صراع مع المرض. يمكن إعطاء هذا اللقاح عن طريق الخدش، مثل لقاح الجدري، وكان يتم إعطاؤه مشتركا لإنتاج مناعة لكلا المرضين، ولكن كان له أيضا مضاعفات جهازية وعصبية شديدة في حالات قليلة. فشلت محاولات لإضعاف الفيروس المستخدم في اللقاح. طور العلماء في مؤسسة روكفلر لقاح آخر مشتق من مصل أفريقي اسمه أسيبي عام 1927، وهو أول عزل للفيروس من الإنسان. كان آمنا أكثر ولكنه تضمن استخدام كميات كبيرة من المصل البشري، وهو ما حد من الاستخدام الواسع النطاق. تم استخدام كلا اللقاحين لعدة سنوات، لقاح روكفلر في نصف الكرة الغربي وإنجلترا، ولقاح معهد باستور في فرنسا ومستعمراتها الأفريقية.
في عام 1937، اكتشف ماكس ثيلر، الذي يعمل مع هيو سميث في مؤسسة روكفلر لتطوير اللقاح من سلالة «أسيبي»، أن طفرة ذات فرصة مفضلة في الفيروس الموهن قد أنتجت سلالة عالية الفعالية سميت 17د. بعد التجارب الميدانية في البرازيل، تم تطعيم أكثر من مليون شخص بحلول عام 1939، بدون مضاعفات شديدة.  لعمله على لقاح الحمى الصفراء، حصل ثيلر على جائزة نوبل عام 1951 في علم وظائف الأعضاء أو الطب.لايزال لقاح 17د فقط مستخدما اليوم.

## التصنيع والإمداد العالمي
رفع اجتياح الحمى الصفراء في أنجولا في يناير 2016 من التساؤلات بشأن ما إذا كان الإمداد العالمي من اللقاحات كافي لتلبية الحاجة خلال وباء كبير أو تفشي المرض. تم تعليق التطعيم الروتيني للأطفال في البلاد الأفريقية الأخرى لضمان وجود إمدادات كافية في حملة التحصين ضد تفشي المرض في أنجولا. تم استنفاد مخزونات الطوارئ من اللقاح المحولة إلى أنجولا، والتي بلغت حوالي 10 ملايين جرعة في نهاية مارس 2016، ولكن تم إعادة توفيرها بحلول مايو 2016. على الرغم من ذلك، في أغسطس أفادت التقارير أن حوالي مليون جرعة من 6 ملايين شحنت في فبراير تم إرسالها إلى المكان الخطأ أو لم تحفظ باردة بما يكفي لضمان الكفاءة، مما أدى إلى قصور في مكافحة انتشار الوباء في جمهورية الكونغو الديمقراطية. كأحد إجراءات الطوارئ، اقترح الخبراء استخدام جرعة كسرية (1/5 أو 1/10 من الجرعة المعتادة) لتوسيع إمدادات اللقاح الموجودة.لاحظ آخرون أن تحويل عمليات التصنيع إلى تكنولوجيا زراعة الخلايا الحديثة قد يحسن من نقص إمدادات اللقاح.تصنيع اللقاح الحالي بطيء وشاق. يتم تصنيع لقاح جديد قيد التحقيق بوسائل مختلفة. في 17 يونيو، وافقت منظمة الصحة العالمية على استخدام 1/5الجرعة المعتادة كإجراء طارئ أثناء الجائحة المستمرة في أنجولا وجمهورية الكونغو الديمقراطية. لن تكون الجرعة الكسرية مؤهلة للحصول على شهادة تطعيم الحمى الصفراء للمسافرين.
تم الاهتمام بالزيادات في حالات الحمى الصفراء في المناطق الموبوءة في أفريقيا وأمريكا الجنوبية في ثمانينيات القرن العشرين بواسطة مبادرة منظمة الصحة العالمية للحمى الصفراء التي تم إطلاقها في منتصف الألفينات. تم دعم المبادرة من قبل تحالف جافي، وهو تعاون بين منظمة الصحة العالمية واليونيسف ومصنعي اللقاحات ومؤسسات خيرية خاصة مثل مؤسسة بيل وميليندا جيتس. غطت حملات التطعيم المدعومة بواسطة جافي منذ عام 2011، 88 مليون شخص في 14 بلدا اعتبروا «معرضين لخطر كبير» لتفشي الحمى الصفراء (كانت أنجولا تعتبر «في خطر متوسط»). تدار أنشطة مبادرة الحمى الصفراء من خلال مجموعة تنسيق دولية أنشئت في عام 2000 عندما حدث نقص عالمي في لقاح الحمى الصفراء بسبب المدة الطويلة المستغرقة لتصنيع اللقاح. اعتبارا من عام 2013، كان يوجد أربعة مصنعين مؤهلين من قبل منظمة الصحة العالمية: بيوـ مانجوينهوز في البرازيل (مع مؤسسة معهد أوزوالدو كروز)، ومعهد باستور في داكار، السنغال، ومشروع الاتحاد الفيدرالي التابع لمعهد تشوماكوف في روسيا، وسانوفي باستور، الشركة الدوائية الفرنسية. مُصنّعان آخران يمدان الأسواق المحلية: معهد ووهان للمنتجات البيولوجية في الصين وسانوفي باستور في الولايات المتحدة.  حذر سيث بيركلي، الرئيس التنفيذي لشركة جافي، من خطر الحمى الصفراء في جميع أنحاء العالم بسبب نقص إمدادات اللقاح.
تزايد الطلب على لقاح الحمى الصفراء للحملات الوقائية من حوالي 5 ملايين جرعة سنويا إلى 62 مليون سنويا بحلول عام 2014.أقرت اليونيسيف في 2013 أن الإمدادات غير كافية. ينتج المصنعون حوالي 35 مليون من 64 مليون جرعة مطلوبة سنويا.
ظل الطلب يتزايد على لقاح الحمى الصفراء بسبب تزايد عدد البلاد التي تطبق التلقيح ضد الحمى الصفراء كجزء من برامج التطعيم الروتينية.زادت من الطلب جائحات الحمى الصفراء في الفترة الأخيرة في أنجولا (2015)، وجمهورية الكونغو الديمقراطية (2016)، وأوغندا (2016)، ومؤخرا في نيجيريا والبرازيل في عام 2017، في الوقت الذي عززت فيه إمدادات اللقاحات العالمية.   لذلك، لتطعيم المجموعات السكانية المعرضة للخطر في حملات التطعيم الجماعي الوقائي أثناء التفشي، يتم النظر للجرعات الكسرية من اللقاح كإستراتيجية للحفاظ على الجرعات لتزويد إمدادات اللقاح المحدودة. يشير التطعيم بالجرعة الكسرية إلى إعطاء كمية مخفضة من جرعة اللقاح، والتي يعاد تشكيلها حسب توصيات الشركة المصنعة. أول استخدام عملي للجرعات الكسرية من لقاح الحمى الصفراء كان في ظل تفشي المرض عام 2016 في جمهورية الكونغو الديمقراطية.